# Kobela (přírodní rezervace)
Kobela je přírodní rezervace v katastrálním území města Nové Mesto nad Váhom v okrese Nové Mesto nad Váhom v Trenčínském kraji na Slovensku. Území bylo vyhlášeno v roce 1988 a jeho rozloha je 6,04 hektaru. Předmětem ochrany jsou biotopy suchomilných travinných, bylinných a keřových porostů na vápnitých půdách, xerotermních křovin s výskytem koniklece velkokvětého (Pulsatilla grandis), bourovce trnkového (Eriogaster catax) a přástevníka kostivalového (Euplagia quadripunctaria). Území se částečně překrývá se stejnojmennou evropsky významnou lokalitou.